# Саргодха

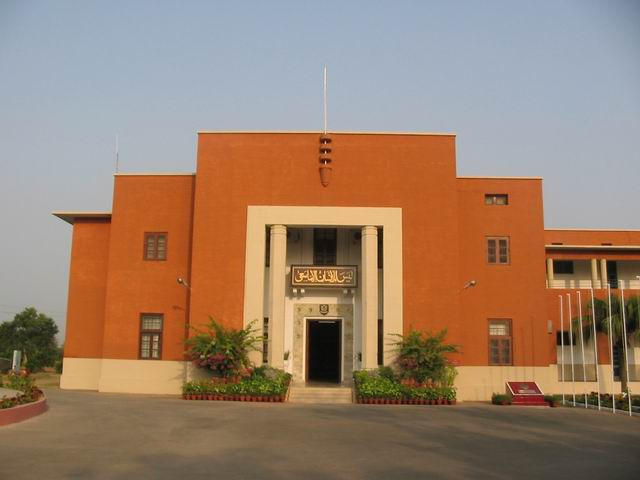
Здание школы военно-воздушных сил Пакистана.

Сарго́дха — город в провинции Пенджаб, Пакистан, центр одноимённого округа. Население — 458 440 чел. (по переписи 1998 года). В городе расположено учебное заведение военно-воздушных сил Пакистана (англ. PAF Public School Sargodha).
Город был основан англичанами в 1903 году. В 1914 году он получил статус муниципалитета.
В современной Саргодхе присутствует литейное производство, стекольная промышленность; производство обуви, инсектицидов и пестицидов, текстиля, нефтепродуктов, дизельных моторов и других видов продукции. В окрестностях города выращивают на экспорт цитрусовые, пшеницу, рис и сахарный тростник. Также развито животноводство.
В Саргодхе есть университет.